# Giuseppe De Lorenzo
Giuseppe De Lorenzo (Lagonegro, 24 aprile 1871 – Napoli, 27 giugno 1957) è stato un geografo, geologo e politico italiano, docente presso l'Università di Napoli. Si occupò anche di indologia e divulgò in Italia la conoscenza del Buddismo. Fu socio dell'Accademia Nazionale dei Lincei e membro della Geological Society of London.

## Biografia
Giuseppe Giovanni Angelo De Lorenzo nacque a Lagonegro (Potenza) il 24 aprile 1871. La madre, Carolina Rinaldi, era di famiglia agiata che, fin dai tempi di Napoleone gestiva un'impresa per il trattamento delle stoffe, una gualchiera, e un mulino nei pressi del torrente Serra. Suo padre, Lorenzo, era impiegato dell'ufficio telegrafico del paese. A tredici anni Giuseppe perse il padre. La madre era morta sette anni prima. L'inclinazione per le ricerche naturalistiche e geologiche si fece subito strada. Pur seguendo la sua passione scientifica, non tralasciò mai gli studi di approfondimento delle antiche civiltà, delle lingue classiche, della letteratura italiana e internazionale, delle discipline storiche e filosofiche.
Nel 1894 si laureò in Scienze naturali all'Università di Napoli con il massimo dei voti e la lode. Ancora giovanissimo, fece due interessanti scoperte: l'una riguardante l’esistenza di terreni triassici in Lucania, l'altra relativa alla presenza di morene glaciali nel gruppo del monte Sirino. Fu prima assistente di Geologia poi nel 1897 divenne libero docente in Geologia e Paleontologia. Nel 1905 ebbe la cattedra di Geologia per l'Università di Catania dove insegnò per due anni. 
Nel 1907 fu chiamato dall'Università di Napoli dove tenne in un primo momento la cattedra di Geografia fisica, poi quella di Geologia che occupò fino al congedo per limiti d'età, nel 1941. Nonostante ciò, la Facoltà di Scienze e l'Istituto Orientale di Napoli non rinunciarono alla sua preziosa collaborazione. 
Nel 1913, sotto il quarto governo di Giovanni Giolitti e su proposta di Francesco Saverio Nitti, fu nominato, in virtù dei suoi meriti scientifici, senatore del Regno per la 18ª categoria..  In Senato fu membro della Commissione degli affari dell'Africa italiana dall'8 luglio 1941 al 5 agosto 1943. Nell'agosto 1944 fu inserito nell'elenco dei "Senatori ritenuti responsabili di aver mantenuto il fascismo e resa possibile la guerra sia coi loro voti, sia con azioni individuali, tra cui la propaganda esercitata fuori e dentro il Senato e deferito all'Alta Corte di Giustizia per le sanzioni contro il Fascismo che, il 30 agosto 1945, ne ordinò la decadenza dalla carica di senatore..

## Pensiero
Scienza e filosofia si fusero ben presto in De Lorenzo. Egli lesse e analizzò il pensiero di Talete, Empedocle, Eraclito, Democrito, Aristotele, Epicuro, Lucrezio, filosofi dell’antichità che cercarono di scoprire e spiegare il mistero della natura. Poi fu la volta di Giordano Bruno e Leonardo da Vinci. Lesse e studiò Immanuel Kant, Arthur Schopenhauer, Herbert Spencer.
L'incontro che diede una svolta decisiva alla sua vita fu però quello con il geologo tedesco Emil Böse, che percorreva con lui le strade della Calabria e della Basilicata. Discutevano di scienza. Böse gli parlò di un indologo austriaco che stava traducendo alcuni libri che raccontavano delle opere di Buddha. De Lorenzo ne rimase colpito. Fece di tutto per conoscerlo, finché strinse amicizia con Karl Eugen Neuman, lo studioso dell'India. Trascorse con lui alcuni giorni a Vienna e sul Danubio, nel golfo di Napoli e a Lagonegro. Girarono per le montagne dell'Italia meridionale, e lavorarono insieme alla traduzione dei discorsi attribuiti a Buddha. Oltre alle lingue europee che parlava perfettamente, De Lorenzo cominciò a studiare la lingua Pali e il Sanscrito.
Si dedicò allo studio delle filosofie e delle religioni orientali. Pubblicò una serie di articoli e di saggi per far conoscere in Italia e in Europa la dottrina di Buddha. "È questa una dottrina" sosteneva, "con la quale l’uomo può dare la soluzione al problema del dolore universale". Infine abbracciò il Buddismo, in modo totalizzante, come soltanto un uomo determinato e ricco di interessi e di passioni come lui poteva fare. Da quel momento, anche nelle opere di carattere geologico e scientifico di De Lorenzo, l'eco dello spirito di Buddha sarà sempre presente. Il riferirsi continuo alla filosofia orientale (cui non riconosceva un vero carattere di religione) moltiplicò la sua forza interiore. Si dedicò allo studio dei grandi geni dell’Occidente, da lui definiti “maestri di sapienza”: Platone, Lucrezio, Dante, Giordano Bruno, Leonardo, Shakespeare (“il più grande dei poeti”), Wolfgang Goethe, Arthur Schopenhauer, Giacomo Leopardi, Friedrich Nietzsche. Nel giro di quattro, cinque anni, scrisse ben trentadue pubblicazioni grazie ai suoi studi.

## Opere
- Sul Trias dei dintorni di Lagonegro in Basilicata : piano carnico e piano juvavico di Mojsisovics : memoria di Giuseppe De Lorenzo, Napoli, De Rubertis, 1892.
- Le montagne mesozoiche di Lagonegro, Napoli, Estr. da: Rendiconti della Reale Accademia delle Scienze Fisiche e Matematiche di Napoli, 1894.
- Osservazioni geologiche nell'Appennino della Basilicata meridionale, memoria di Giuseppe De Lorenzo presentata nell'adunanza del dì 9 febbraio 1895.
- Studi di geologia nell'Appennino meridionale, 1896.
- Studio geologico del monte Vulture, 1899.
- Il Buddismo in Europa, Napoli, Pierro e Veraldi, 1899.
- La via della verità, Napoli, Pierro e Veraldi, 1899.
- Escursioni sottomarine nel golfo di Napoli, Roma, Nuova Antologia, 1899.
- La magia nel Buddismo, Napoli, libreria Detken & Rocholi, 1900.
- Paragoni geologici nella Bibbia e nel Buddismo, Napoli, Detken & Rocholl, 1901.
- Un paragone tra il Vesuvio e il Vulture, nota di Giuseppe De Lorenzo, Napoli, [1901?].
- La pioggia e il Vesuvio, nota di Giuseppe De Lorenzo, Napoli,  1901.
- Significato geologico di alcuni miti ariani, nota di Giuseppe De Lorenzo, Napoli, 1901.
- I vulcani di Napoli, Roma,  Nuova Antologia, 1902.
- Carlo Riva, ricordi di Giuseppe De Lorenzo, Napoli, Tipografia dell'Accademia Reale delle Scienze, 1902.
- Geologia e geografia fisica dell'Italia meridionale : con 70 figure nel testo,Bari, G.Laterza, 1904.
- Geologia e geografia fisica dell'Italia meridionale, Potenza, Laterza e figli, 1904.
- India e buddismo antico, 1904.
- Visioni geologiche nell'arte, Roma, Nuova Antologia, 1905.
- Giappone e Buddismo, Roma, Nuova Antologia, 1905.
- Venosa e la regione del Vulture : la terra d'Orazio, Bergamo, Istituto italiano d'arti grafiche, 1906,
- Terra madre, Torino, Fratelli Bocca, 1907.
- Come cresce il Vesuvio, Pavia, Fusi, 1909.
- Raffaele Vittorio Matteucci, Napoli, Tipografia dell'Accademia reale delle Scienze, 1909.
- Arte buddista, Roma, Nuova Antologia, 1910.
- Caverna con avanzi preistorici presso Lagonegro in Basilicata, nota del corrisp. G. De Lorenzo, Roma, Tipografia della R. accademia dei Lincei, 1911.
- La terra e l'uomo, Napoli, Ricciardi, 1912.
- Sull'età degli scisti cristallini della valle del Sinni, Napoli , Accademia reale delle scienze, 1912.
- Studio geografico-fisico del lago artificiale di Muro Lucano, G. De Lorenzo, H. Simotomai Tanakadate, Napoli, cooperativa tipografica, 1916.
- Francesco Bassani : commemorazione letta nell'Accademia delle scienze di Napoli, Napoli, Tipografia R. Accademia delle scienze fisiche e matematiche, 1916.
- Italae vires, Napoli, R. Ricciardi, 1916.
- La terra e l'uomo,Nuova ed. riveduta ed aumentata dall'Autore, Bologna, Nicola Zanichelli, 1919.
- La terra e l'uomo, 3. ed. riveduta e corretta dall'Autore, Bologna, Zanichelli, 1920.
- Asoko, Napoli, Ricciardi, 1920.
- India e buddismo antico, Bari, Laterza, 1920.
- Leonardo da Vinci e la geologia, Bologna, N. Zanichelli, 1920.
- Shakespeare e il dolore del mondo, Bologna, Zanichelli, 1921.
- Leopardi e Schopenhauer, Napoli, Ricciardi, 1923.
- Il sole del Gange, Bologna, Zanichelli, 1925.
- L'Elephas antiquus di Pignataro Interamma in Valle del Liri, Roma, Giovanni Bardi, 1926.
- L'Elephas antiquus nell'Italia meridionale, 1927.
- L'Etna, Bergamo, Istituto italiano d'arti grafiche, 1928.
- Oriente ed Occidente, Bari, G. Laterza, 1931.
- Avanzi di elefante e di ippopotamo nella Valle del Sele, G. De Lorenzo, G. D'Erasmo, 1932.
- L'uomo paleolitico e l'elephas antiquus nell'Italia meridionale, G. De Lorenzo e G. D'Erasmo, Napoli, Industrie editoriali meridionali, 1932.
- Geologia dell'Italia meridionale, a cura di Geremia D'Erasmo, Napoli, Editrice Politecnica, 1937.
- Il sentimento della natura in Leopardi, Napoli, Ricciardi, 1937.
- Scienza d'occidente e sapienza d'oriente, Milano, Napoli, Ricciardi, 1953.
- Morale buddista, Bologna, Zanichelli, 1920 Ried.: Edizioni di Ar, Padova, 2014.
- Leopardi e Schopenhauer, Padova, Edizioni di Ar, 2014.

## Riconoscimenti
Nel 2017 è stata bandita la prima edizione del Premio intitolato alla memoria di Giuseppe De Lorenzo, che offre un riconoscimento ad opere e personalità che si sono distinte nelle seguenti sezioni: Scienza; Letteratura; Storia; Filosofia; Religione e spiritualità.